# MegaSistemas
Mega Sistemas Corporativos é uma desenvolvedora brasileira de software de gestão empresarial (ERP). Fornece soluções integradas   e tecnológicas para os segmentos :
- Construção
- Manufatura
- Agronegócio
- Serviços
- Empresarial (Back-office: Administrativo / financeiro / tributário)

Os sistemas atendem a construção civil, construção pesada, incorporação e urbanismo. Além das indústrias metalúrgicas, alimentícias, químicas, farmacêuticas, têxtis, de logística, distribuição de combustíveis, multiculturas e fruticulturas. Também abrangem gestão de projetos, assistência técnica e manutenção de ativos.
Desde sua fundação, se envolve com projetos sociais que ajudam a comunidade local, como o Mega Cidadão e o Rally Mega Cidadão. Também é certificada como empresa Amiga da Criança pela Fundação Abrinq, proporcionando bem-estar e qualidade de vida a crianças brasileiras.
Recentemente, em parceria com a GeoMob, a empresa entrou para o “Explorer Program” do Google. Isto, com o objetivo de integrar seus sistemas de ERP com o Google Glass, permitindo que as informações dos sistemas de gestão aparecessem diretamente na tela do acessório.

## História
A Mega foi fundada em 1985 por Walmir Scaravelli e Paulo Bittencourt, em Itu, interior de São Paulo, desenvolvendo softwares e comercializando equipamentos. Foi uma das primeiras empresas dos anos 1980 a embutir um Gerador de Relatórios e Gráficos em seus sistemas de ERP.
Na década de 1990, os softwares da Mega foram eleitos como a melhor solução contábil na avaliação da PC Magazine, a mais respeitada revista de tecnologia da época.
Em 2014 a Mega Sistemas passou por uma fusão com seus parceiros comerciais da Mega Sul (Curitiba / Paraná), e com a unidade da Mega Minas (Belo Horizonte / Minas Gerais).
Há 32 anos no mercado, a Mega conta com mais de 15 canais de atendimento em todo o Brasil, 700 colaboradores, 2.000 clientes e 50.000 usuários. Está entre as cinco maiores produtoras de ERP nacionais e já figurou entre as “Melhores Empresas de Tecnologia para se Trabalhar”, listada entre as Pequenas e Médias Empresas que mais crescem no país nos últimos cinco anos pela avaliação da Exame e Deloitte. Além disso, foi mencionada como o Software Número Um em Gestão de Construtoras pelo Anuário Série Estudos.